# Van Ackere
Van Ackere is een sinds 1939 tot de Belgische adel behorend geslacht met zijn wortels in Kortrijk.

## Geschiedenis
De bewezen stamreeks begint met Guillaume van den Ackere die als schepen van Kortrijk in 1355 een charter zegelt, tevens de oudste vermelding inzake dit geslacht. In latere eeuwen leverde het geslacht schepenen en burgemeesters (van Menen en in de 19e-20e eeuw drie van Wevelgem), later ook een volksvertegenwoordiger en senator.
In 1939 werd de industrieel en politicus Fernand van Ackere (1878-1958) verheven in de Belgische erfelijke adel; in 1951 werd hem de titel van baron verleend, met recht van overgang bij eerstgeboorte.

### Wapenbeschrijvingen
- 1939: In zilver, een keper vergezeld van drie opvliegende merels, dit alles van sabel. Het schild overtopt met een helm van zilver, getralied, gehalsband en omboord van goud, gevoerd en gehecht van keel, met wrong en dekkleeden van zilver en sabel. Helmteeken: een merel van het schild. Wapenspreuk: 'Deus et patria' van sabel, op een lossen band van zilver.
- 1951: In zilver, een keper vergezeld van drie opvliegende merels dit alles van sabel. Het schild overtopt met een helm van zilver, gekroond, getralied, gehalsband en omboord van goud, gevoerd en gehecht van keel, met dekkleeden van zilver en sabel. Helmteeken: een merel van het schild. Wapenspreuk: 'Deus et patria' van sabel, op een losse band van zilver. Bovendien voor [de titularis] met een baronnenkroon, en gehouden door twee leeuwen van sabel genageld en getongd van keel.

## Enkele telgen
Fernand baron van Ackere  (1878-1958), industrieel en politicus
- Guy baron van Ackere (1907-2005), industrieel
  - Michel baron van Ackere (1932-2013)
- Jhr. Georges van Ackere (1918-2000)
  - Marc baron van Ackere (1952), chef de famille

### Adellijke alliantie
- Kraft de la Saulx (1906)

## Niet-adellijke telgen
Jean Van Ackere (1805-1884), burgemeester
- Jules Van Ackere (1851-1934), burgemeester

### Bezittingen
- Kasteel Van Ackere (Wevelgem)[1]